# Nisída Serfopoúla
Nisída Serfopoúla är en ö i Grekland.   Den ligger i prefekturen Kykladerna och regionen Sydegeiska öarna, i den sydöstra delen av landet, 110 km sydost om huvudstaden Aten. Arean är 1,6 kvadratkilometer.
Terrängen på Nisída Serfopoúla är lite kuperad. Öns högsta punkt är 178 meter över havet. Den sträcker sig 1,1 kilometer i nord-sydlig riktning, och 2,6 kilometer i öst-västlig riktning.